# ألكسندر سيبالد
ألكسندر سيبالد (بالألمانية: Alexander Sebald) هو لاعب كرة قدم ألماني في مركز حراسة المرمى، ولد في 27 يوليو 1996 في ألمانيا. لعب مع غرويتر فورت.

## وصلات خارجية
- ألكسندر سيبالد على موقع قاعدة بيانات كرة القدم.إي يو (الإنجليزية)
- ألكسندر سيبالد على موقع Soccerway.com (الإنجليزية)
- ألكسندر سيبالد على موقع عالم كرة القدم.نت (الإنجليزية)